# 濁小舌內爆音
濁小舌內爆音是一種極為罕見的輔音，國際音標寫作⟨ʛ⟩（大寫拉丁字母G小寫化，且右上角有一鉤）。

## 特徵
- 調音方法是閉塞，也就是說通過阻礙空氣在聲道流動來調音。由於此輔音也是一個口腔輔音，故氣流被完全地阻塞住，而形成一個塞音。
- 調音部位是小舌，即是以舌根部位抵住小舌調音。

- 發聲類型是濁音，意味着發音時聲帶顫動。

- 本輔音是口腔輔音（口音），表示調音時空氣只從口裡流出。
- 本輔音為中央輔音，調音時氣流在口腔的中央流過舌面，而不從兩側流過。
- 氣流機制是內爆音。發音時，聲門向下壓迫出肺部空氣而控制氣流。由於其為濁音，聲門並沒有完全關閉，而讓一股氣流從肺中流出。

## 出現於
| 語言     | 語言     | 詞彙 | IPA   | 意思 | 註釋  |
| -------- | -------- | ---- | ----- | ---- | ----- |
| 瑪姆語   | 瑪姆語   | q'a  | [ʛa]  | 火   |       |
| 依希爾語 | 依希爾語 | q'ij | [ʛɪ̆χ] | 太陽 | [ 2 ] |